# Daniel Bueno (cantor)
Daniel Bueno (Carnaíba, 8 de abril de 1960) é um cantor, compositor, escritor e poeta brasileiro.

## Biografia
O artista pernambucano, além de cantor e compositor, é pesquisador de música brasileira. Até 2019, ele compôs cerca de 120 músicas. Bueno é expert em música romântica (gênero que o iniciou na carreira), em música religiosa (lançou o CD Um Canto de Paz em 2014, com "Noite traiçoeira", "Força e vitória"), e gravou 7 CDs dentro do estilo regional.
Quando criança costumava ouvir tanto os hits do ídolo Roberto Carlos quanto as toadas, xotes e baiões de Luiz Gonzaga, identificando-se com as mensagens e lamentos telúricos do Rei do Baião, como Vozes da Seca e A Triste Partida. Também era fã do Trio Nordestino, Jacinto Silva e Marinês. No sítio do avô, seu Badu, muito cedo vivenciou o cotidiano rural: cortou palma, catou algodão, debulhou milho e feijão, tangeu gado, fez ordenha, conduziu carro de boi, rezou novenas, plantou e semeou.
Aos 11 anos, mudou-se para Afogados da Ingazeira, cidade vizinha de Carnaíba, onde completou o ensino médio. Desde cedo, aos 15 anos, Daniel começou a trabalhar como repórter e produtor na Rádio Pajeú de Afogados da Ingazeira (mais tarde seria produtor das rádios Olinda e Jornal, em Recife). Nessa época, já compunha músicas e tocava violão. Aos 24 anos venceu o Festival Pernambucano Música Hoje com "Canção para Dom Hélder", gravada no seu primeiro LP. O cantor ainda participou como crooner do grupo de serestas Unidos da Saudade e da banda Rutilante. Até que, em 1987, mudou-se para o Recife.
Três anos depois, ainda na capital, Daniel gravou seu primeiro disco, só com músicas de sua autoria, destacando-se, como seu primeiro hit, “Preciso tanto desse amor”. O segundo LP emplacou o sucesso “Planeta Sedução”, de Nando Cordel. Em 1995 lançou as músicas “Volta pra mim” (Bueno) e “Estou começando a chorar”, esta última de autoria do Rei Roberto Carlos. O quarto disco veio em 1997, quando cantou ao lado de Agnaldo Timóteo a música “Se eu pudesse conversar com Deus”. Em seguida, gravou alguns CDs com participação especial de Ângela Maria, Cauby Peixoto, Marinês, Benito di Paula, Núbia Lafayette e outros nomes importantes da Música Popular. Mais de uma década depois que deixou o interior, Daniel resolveu mergulhar em suas raízes. Passou a compor xotes e baiões para marcar as imagens, cenários e experiências vividas durante a infância no Sítio Oitizeiro, em sua terra natal.
Atualmente, Daniel Bueno se destaca como intérprete e compositor da música romântica, tendo como parceiros hitmakers como Michael Sullivan (Oásis do meu deserto) e Tivas Miguel (Você não sabe o bem que me faz). Seus maiores sucessos na música nordestina são: "Na fazenda de vovô" (gravada por Alcymar Monteiro), "Filho do morador", "Xote natalino", "O filme", "Minha saudade", "O dossiê" e "A minha casa". Em 2006, adaptou para o xote um sucesso de Gilberto Gil, “Não chore mais”, que tocou bastante nas emissoras de rádio do Nordeste. Em 2007, Daniel Bueno se destacou como compositor, escrevendo as 17 faixas do CD Forró 4. Com esse trabalho autoral, Bueno sobressaiu como cronista rural, bem no estilo Zé Dantas, seu conterrâneo. Isso fica bem claro em composições como "As coisas que deixei ali" e "As lembranças do meu pai". Outro destaque é a preocupação de Daniel com o aquecimento global na faixa "Lamento Ecológico", cujo clipe pode ser visto no YouTube. O maior sucesso desse CD, porém, foi a faixa "O dossiê", crônica de um amor mal-sucedido. O disco de 2008, Forró 5, trouxe sucessos eternos de Luiz Gonzaga, e autorais, como "Sinuca de Bico". Mas a faixa de maior repercussão foi "Minha Saudade", autoria de Geraldo Freire. Em 2009, Bueno lançou o CD "O Retirante", contando o enredo costumeiro daqueles que saem da terra natal em busca de uma vida melhor em cidades mais desenvolvidas. Em 2012, gravou o CD "Desse jeito, sim", interpretando alguns sucessos eternos de Luiz Gonzaga, como a faixa-título, e xotes de autoria própria.
No momento, Bueno está empenhado na produção do show que comemora seus 30 anos de carreira, que será realizado em setembro de 2020 no Teatro de Santa Isabel, Recife. "Quando terminar essa agonia do vírus, planejamos um show mais popular, no Clube das Pás, em 31 de julho, com a participação do amigo Gilliard, e esse mais intimista, no Teatro de Santa isabel", disse Bueno. Como escritor e pesquisador, publicou o livro "Glossário Gonzaguiano", um compêndio de quase tudo o que gravita em torno do maior mito da Música Popular Nordestina. É a homenagem do autor ao centenário do Rei do Baião, Luiz Gonzaga (1912-2012).
Daniel Bueno também é cordelista, autor de "Cordel do Pernambuquês", "Cordel da Ortografia", "Cordel das Copas do Mundo", dentre outros.
Vários 'hits' de Daniel Bueno podem ser vistos no YouTube. Os mais recentes se relacionam ao CD "Sucessos de Sempre", lançado por Bueno em 2016, com pot-pourris românticos dos anos 70 e 80.

## Obras
- Canção para Dom Hélder-LP/ 1990
- Preciso tanto desse amor - LP /1990
- Planeta Sedução- LP/1991
- Ciúme louco- LP/1991
- Quem me deu a luz - LP /1991
- Um ano que se vai -LP/1991
- Estou começando a chorar -CD/1993
- Volta pra mim – CD/1993
- Que amor é esse?- CD/1993
- Se eu pudesse conversar com Deus – CD/1993
- Amigo - CD/1994
- Se você por mim - CD/ 2000
- Xote natalino- CD/2001
- Na fazenda do vovô- CD/2001
- O filme – CD/2003
- Dama e meretriz- CD/2005
- O dossiê- CD/2007
- As coisas que deixei ali – CD/2007
- Minha saudade- CD/2008
- Amor, estou chegando- CD/2008
- O Retirante - CD/2009
- Desse jeito, sim - CD/2011
- Elba estrela - CD/201
- Um canto de paz, CD 2014
- Sucessos de Sempre, CD 2016 (Hits dos anos 70 e 80)